# Shunki Higashi
Shunki Higashi (født 28. juli 2000) er en japansk fodboldspiller, som spiller for den japanske fodboldklub Sanfrecce Hiroshima.